# تيري بارتليت
تيري بارتليت (بالإنجليزية: Terry Bartlett) هو لاعب جمباز فني بريطاني، ولد في 2 ديسمبر 1963.

## وصلات خارجية
- تيري بارتليت على موقع أوليمبيديا (الإنجليزية)
- تيري بارتليت على موقع اللجنة الأولمبية البريطانية (الإنجليزية)